# Luke Salazar
Luke Salazar, född 26 oktober 1988 i Thornton, Colorado, är en amerikansk professionell ishockeyspelare som spelar för Colorado Eagles i ECHL.